# Fantasía y fuga sobre el motivo BACH

Motivo BACH.

La Fantasie und Fuge über das Thema B-A-C-H (título original en alemán, en español: Fantasía y fuga sobre el motivo BACH) es una fantasía para órgano compuesta por Franz Liszt en 1855 y revisada posteriormente en 1870. Está escrita sobre el motivo BACH (secuencia de notas si bemol–la–do–si natural). Su primer título fue Präludium und Fuge über das Motiv B-A-C-H, es decir, Preludio y fuga sobre el motivo BACH. 
Su primera y su segunda versión para órgano están listadas por Leslie Howard en el S.260i/ii. Las adaptaciones para piano de esas dos primeras versiones, realizadas por Liszt, se encuentran más tarde en el listado, en el S.529i/ii y datan de 1856 y 1870. 
Liszt dedicó esta fantasía a Alexander Winterberger, que también la tocó en el estreno de la pieza, el 13 de octubre de 1856. La Fantasía y fuga sobre el motivo BACH fue publicada por Breitkopf & Härtel en 1856. Es además, junto a la Fantasía y fuga sobre la coral Ad nos, ad salutarem undam, una de las composiciones para órgano más famosas de Liszt. 
Fue compuesta para la consagración del órgano de Friedrich Ladegast de la catedral de Merseburg. En realidad, la fuga se encuentra integrada como una sección de la fantasía; no es una pieza por sí misma. Los críticos[¿quién?] se refieren a ella como "aparente arbitrariedad detrás de la cual se esconde una sublime artificialidad". El carácter aparentemente improvisativo de la fuga tiene una fuerte y estricta base formal que le da ese efecto. 
La Fantasía y fuga sobre el motivo BACH es una pieza muy recurrente en el repertorio para órgano y se interpreta con bastante frecuencia. 